# Коропчень (Молдова)
Коропчень (рум. Coropceni) — село у Теленештському районі Молдови. Утворює окрему комуну.

## Населення
За даними перепису населення 2004 року у селі проживала 1441 особа.
Національний склад населення села:
| Національність   | Кількість осіб | Відсоток   |
| ---------------- | -------------- | ---------- |
| молдавани румуни | 1408 29        | 97,7% 2,0% |
| росіяни          | 3              | 0,2%       |
| українці         | 1              | 0,1%       |
| Всього           | 1441           | 100%       |